# Sport-Verein Werder von 1899 2022-2023 (femminile)
Questa voce raccoglie le informazioni riguardanti lo Sport-Verein Werder von 1899 nelle competizioni ufficiali della stagione 2022-2023.

## Divise e sponsor
La grafica delle tenute da gioco è la stessa adottata dal Werder Brema maschile.
|  | Casa | Trasferta | Terza divisa |

## Organigramma societario
Tratto dal sito ufficiale
Area tecnica
- Allenatore: Thomas Horsch
- Co-allenatore: Lucas Horsch
- Preparatore dei portieri: Lars Neugebauer
- Preparatore atletico: Anna-Lisa Timm
- Fisioterapeuta: Jennifer Brimmer
- Psicologa dello sport: Daniela Knuth

## Rosa
Rosa, ruoli e numeri di maglia come da sito ufficiale, aggiornati al 25 gennaio 2023.
| N. |                     | Ruolo | Calciatrice          |
| -- | ------------------- | ----- | -------------------- |
| 1  | Germania (bandiera) | P     | Lena Pauels          |
| 5  | Germania (bandiera) | D     | Michelle Ulbrich     |
| 6  | Germania (bandiera) | C     | Reena Wichmann       |
| 7  | Polonia (bandiera)  | C     | Agata Tarczyńska     |
| 8  | Germania (bandiera) | D     | Michelle Weiß        |
| 9  | Austria (bandiera)  | D     | Katharina Schiechtl  |
| 10 | Germania (bandiera) | A     | Tuana Keles          |
| 11 | Germania (bandiera) | A     | Maja Sternad         |
| 13 | Germania (bandiera) | C     | Ricarda Walkling     |
| 14 | Germania (bandiera) | D     | Michaela Brandenburg |
| 15 | Germania (bandiera) | C     | Jasmin Sehan         |
| 16 | Germania (bandiera) | D     | Emilie Bernhardt     |
| 17 | Germania (bandiera) | C     | Margarita Gidion     |
| 18 | Germania (bandiera) | C     | Lina Hausicke        |

| N. |                     | Ruolo | Calciatrice      |
| -- | ------------------- | ----- | ---------------- |
| 19 | Germania (bandiera) | C     | Saskia Matheis   |
| 20 | Germania (bandiera) | A     | Christin Meyer   |
| 21 | Germania (bandiera) | C     | Chiara Hahn      |
| 22 | Germania (bandiera) | C     | Rieke Dieckmann  |
| 23 | Ungheria (bandiera) | D     | Hanna Németh     |
| 24 | Germania (bandiera) | D     | Eefje Bötjer     |
| 26 | Austria (bandiera)  | C     | Lena Triendl     |
| 27 | Germania (bandiera) | C     | Nina Lührssen    |
| 29 | Germania (bandiera) | C     | Melina Kunkel    |
| 30 | Germania (bandiera) | P     | Anneke Borbe     |
| 31 | Germania (bandiera) | P     | Hannah Etzold    |
| 32 | Germania (bandiera) | A     | Stefanie Sanders |
| 33 | Germania (bandiera) | P     | Sarah-Lisa Dübel |

## Calciomercato

### Sessione estiva
| Acquisti | Acquisti             | Acquisti              | Acquisti   |
| R.       | Nome                 | da                    | Modalità   |
| -------- | -------------------- | --------------------- | ---------- |
| P        | Sarah Dübel          | Sand                  | definitivo |
| D        | Hanna Németh         | Ferencváros           | definitivo |
| D        | Michaela Brandenburg | Sand                  | definitivo |
| C        | Saskia Matheis       | Eintracht Francoforte | definitivo |
| C        | Lena Triendl         | Sand                  | definitivo |

| Cessioni | Cessioni   | Cessioni                                | Cessioni   |
| R.       | Nome       | a                                       | Modalità   |
| -------- | ---------- | --------------------------------------- | ---------- |
| P        | Kira Witte | Template:Calcio femminile Idaho Vandals | definitivo |

### Sessione invernale
| Acquisti | Acquisti         | Acquisti        | Acquisti   |
| R.       | Nome             | da              | Modalità   |
| -------- | ---------------- | --------------- | ---------- |
| C        | Selma Licina     | Portland Pilots | definitivo |
| A        | Stefanie Sanders | Rosengård       | definitivo |

| Cessioni | Cessioni         | Cessioni          | Cessioni   |
| R.       | Nome             | a                 | Modalità   |
| -------- | ---------------- | ----------------- | ---------- |
| C        | Margarita Gidion | Basilea           | definitivo |
| C        | Lena Triendl     | Altach/Vorderland | definitivo |

## Risultati

### Frauen-Bundesliga

#### Girone di andata
| Arbitro: | Heidenreich (Bad Schwartau) |

|             |           |               |
| Matheis 73’ | Marcatori | 65’ Kuznetsov |

| Arbitro: | Schwermer (Ballensted) |

|                                          |           |  |
| Gwinn 45+1’ Damnjanović 86’ Dallmann 90’ | Marcatori |  |

| Arbitro: | Michel (Magonza) |

|                                       |           |             |
| Reuteler 35’ Anyomi 46’ Prašnikar 85’ | Marcatori | 70’ Lührßen |

| Brema 18 ottobre 2022, ore 16:01 CEST 4ª giornata | Werder Brema       | 0 – 0 referto | MSV Duisburg | Weserstadion - Platz 11 (744 spett.)\| Arbitro: \| Heimann (Gladbeck) \| |
| Arbitro:                                          | Heimann (Gladbeck) |               |              |                                                                          |

| Arbitro: | Lutz (Poppenhausen) |

|                                    |           |  |
| Beuschlein 16’ Islacker 61’ (rig.) | Marcatori |  |

| Arbitro: | Duske (Leverkusen) |

|                         |           |                             |
| Dieckmann 32’ Meyer 78’ | Marcatori | 12’, 48’ Blomqvist 25’ Popp |

| Arbitro: | Westerhoff (Bochum) |

|                        |           |  |
| Josten 24’ Margraf 36’ | Marcatori |  |

| Arbitro: | Diekmann (Essen) |

|             |           |                |
| Lührßen 28’ | Marcatori | 44’, 78’ Minge |

| Essen 4 dicembre 2022, ore 16:00 CET 9ª giornata | SGS Essen              | 0 – 0 referto | Werder Brema | Stadion an der Hafenstraße (1 017 spett.)\| Arbitro: \| Hussein (Bad Harzburg) \| |
| Arbitro:                                         | Hussein (Bad Harzburg) |               |              |                                                                                   |

| Arbitro: | Schwermer (Ballenstedt) |

|                 |           |           |
| Brandenburg 31’ | Marcatori | 27’ Billa |

| Arbitro: | Wildfeuer (Lubecca) |

|  |           |                         |
|  | Marcatori | 10’ Sternad 41’ Lührßen |

#### Girone di ritorno
| Arbitro: | Hussein (Bad Harzburg) |

|             |           |                           |
| Meister 59’ | Marcatori | 18’ Wichmann 39’ Hausicke |

| Arbitro: | Derlin (Bad Schwartau) |

|  |           |                       |
|  | Marcatori | 41’ Schüller 78’ Rall |

| Arbitro: | Stremel (Barnten) |

|  |           |                   |
|  | Marcatori | 10’, 53’ Reuteler |

| Arbitro: | Wacker (Lehrensteinsfeld) |

|  |           |           |
|  | Marcatori | 77’ Meyer |

| Arbitro: | Kost (Holzwickede) |

|             |           |  |
| Lührßen 87’ | Marcatori |  |

| Arbitro: | Schwermer (Ballenstedt) |

|                                                                    |           |  |
| Popp 11’, 43’ Waßmuth 40’ Pajor 47’, 82’ Blomqvist 78’, 90’, 90+3’ | Marcatori |  |

| Brema 23 aprile 2023, ore 16:00 CEST 18ª giornata | Werder Brema       | 0 – 0 referto | Meppen | Weserstadion - Platz 11 (1 142 spett.)\| Arbitro: \| Söder (Norimberga) \| |
| Arbitro:                                          | Söder (Norimberga) |               |        |                                                                            |

| Arbitro: | Duske (Leverkusen) |

|          |           |              |
| Karl 59’ | Marcatori | 40’ Walkling |

| Arbitro: | Lutz (Poppenhausen) |

|                                           |           |                      |
| Touon 44’ (aut.) Lührßen 76’ Hausicke 87’ | Marcatori | 41’ Elmazi 60’ Maier |

| Arbitro: | Hussein (Bad Harzburg) |

|                                                      |           |  |
| Corley 25’, 90+2’ Hagel 29’ Hickelsberger-Füller 62’ | Marcatori |  |

| Arbitro: | Boike (Altenstadt) |

|  |           |                             |
|  | Marcatori | 17’ Wieder 85’ (aut.) Sehan |

### DFB-Pokal der Frauen
| Arbitro: | Wolf (Wilhelmshaven) |

|  |           |                                           |
|  | Marcatori | 32’ Meyer 71’ (rig.) Ulbrich 77’ Hausicke |

| Arbitro: | Rafalski (Baunatal) |

|                     |           |  |
| Endemann 73’ (rig.) | Marcatori |  |

## Statistiche

### Statistiche di squadra
| Competizione         | Punti | In casa | In casa | In casa | In casa | In casa | In casa | In trasferta | In trasferta | In trasferta | In trasferta | In trasferta | In trasferta | Totale | Totale | Totale | Totale | Totale | Totale | DR  |
| Competizione         | Punti | G       | V       | N       | P       | Gf      | Gs      | G            | V            | N            | P            | Gf           | Gs           | G      | V      | N      | P      | Gf     | Gs     | DR  |
| -------------------- | ----- | ------- | ------- | ------- | ------- | ------- | ------- | ------------ | ------------ | ------------ | ------------ | ------------ | ------------ | ------ | ------ | ------ | ------ | ------ | ------ | --- |
| Frauen-Bundesliga    | 21    | 11      | 2       | 4       | 5       | 9       | 15      | 11           | 3            | 2            | 6            | 7            | 24           | 22     | 5      | 6      | 11     | 16     | 39     | -23 |
| DFB-Pokal der Frauen | -     | .       | .       | .       | .       | .       | .       | 2            | 1            | 0            | 1            | 3            | 1            | 2      | 1      | 0      | 1      | 3      | 1      | +2  |
| Totale               | -     | 11      | 2       | 4       | 5       | 9       | 15      | 13           | 4            | 2            | 7            | 10           | 25           | 24     | 6      | 6      | 12     | 19     | 40     | -21 |

### Andamento in campionato
| Giornata  | 1 | 2 | 3  | 4  | 5  | 6  | 7  | 8  | 9  | 10 | 11 | 12 | 13 | 14 | 15 | 16 | 17 | 18 | 19 | 20 | 21 | 22 |
| --------- | - | - | -- | -- | -- | -- | -- | -- | -- | -- | -- | -- | -- | -- | -- | -- | -- | -- | -- | -- | -- | -- |
| Luogo     | C | T | T  | C  | T  | C  | T  | C  | T  | C  | T  | T  | C  | C  | T  | C  | T  | C  | T  | C  | T  | C  |
| Risultato | N | P | P  | N  | P  | P  | P  | P  | N  | N  | V  | V  | P  | P  | V  | V  | P  | N  | N  | V  | P  | P  |
| Posizione | 5 | 9 | 11 | 11 | 11 | 11 | 11 | 11 | 11 | 11 | 11 | 9  | 11 | 11 | 8  | 8  | 8  | 8  | 8  | 8  | 8  | 8  |

Legenda:

Luogo: C = Casa; T = Trasferta. Risultato: V = Vittoria; N = Pareggio; P = Sconfitta.

### Statistiche delle giocatrici
| Giocatore      | Frauen-Bundesliga | Frauen-Bundesliga | Frauen-Bundesliga | Frauen-Bundesliga | DFB-Pokal der Frauen | DFB-Pokal der Frauen | DFB-Pokal der Frauen | DFB-Pokal der Frauen | Totale   | Totale | Totale      | Totale     |
| Giocatore      | Presenze          | Reti              | Ammonizioni       | Espulsioni        | Presenze             | Reti                 | Ammonizioni          | Espulsioni           | Presenze | Reti   | Ammonizioni | Espulsioni |
| -------------- | ----------------- | ----------------- | ----------------- | ----------------- | -------------------- | -------------------- | -------------------- | -------------------- | -------- | ------ | ----------- | ---------- |
| J. Behrens     | 2                 | 0                 | 0                 | 0                 | -                    | -                    | -                    | -                    | 2        | 0      | 0           | 0          |
| E. Bernhardt   | -                 | -                 | -                 | -                 | -                    | -                    | -                    | -                    | -        | -      | -           | -          |
| M. Brandenburg | 21                | 1                 | 1                 | 0                 | 2                    | 0                    | 0                    | 0                    | 23       | 1      | 1           | 0          |
| A. Borbe       | 17                | -35               | 0                 | 0                 | 1                    | -1                   | 0                    | 0                    | 18       | -36    | 0           | 0          |
| E. Bötjer      | 1                 | 0                 | 0                 | 0                 | 0                    | 0                    | 0                    | 0                    | 1        | 0      | 0           | 0          |
| R. Dieckmann   | 19                | 1                 | 3                 | 0                 | 2                    | 0                    | 0                    | 0                    | 21       | 1      | 3           | 0          |
| S-L. Dübel     | 0                 | 0                 | 0                 | 0                 | 1                    | 0                    | 0                    | 0                    | 1        | 0      | 0           | 0          |
| H. Etzold      | 4                 | -2                | 0                 | 0                 | -                    | -                    | -                    | -                    | 4        | -2     | 0           | 0          |
| M. Gidion      | 5                 | 0                 | 0                 | 0                 | 2                    | 0                    | 0                    | 0                    | 7        | 0      | 0           | 0          |
| C. Hahn        | 8                 | 0                 | 0                 | 0                 | -                    | -                    | -                    | -                    | 8        | 0      | 0           | 0          |
| S. Harrison    | 0                 | 0                 | 0                 | 0                 | -                    | -                    | -                    | -                    | 0        | 0      | 0           | 0          |
| L. Hausicke    | 19                | 2                 | 11                | 0                 | 2                    | 1                    | 1                    | 0                    | 21       | 3      | 12          | 0          |
| T. Keles       | 20                | 0                 | 3                 | 0                 | 1                    | 0                    | 0                    | 0                    | 21       | 0      | 3           | 0          |
| M. Kunkel      | -                 | -                 | -                 | -                 | -                    | -                    | -                    | -                    | -        | -      | -           | -          |
| S. Licina      | 0                 | 0                 | 0                 | 0                 | -                    | -                    | -                    | -                    | 0        | 0      | 0           | 0          |
| N. Lührßen     | 20                | 5                 | 6                 | 1                 | 2                    | 0                    | 0                    | 0                    | 22       | 5      | 6           | 1          |
| S. Matheis     | 20                | 1                 | 3                 | 0                 | 2                    | 0                    | 0                    | 0                    | 22       | 1      | 3           | 0          |
| C. Meyer       | 16                | 2                 | 0                 | 0                 | 2                    | 1                    | 0                    | 0                    | 18       | 3      | 0           | 0          |
| H. Németh      | 20                | 0                 | 1                 | 0                 | 2                    | 0                    | 0                    | 0                    | 22       | 0      | 1           | 0          |
| L. Pauels      | 3                 | -1                | 0                 | 0                 | -                    | -                    | -                    | -                    | 3        | -1     | 0           | 0          |
| S. Sanders     | 10                | 0                 | 0                 | 0                 | -                    | -                    | -                    | -                    | 10       | 0      | 0           | 0          |
| K. Schiechtl   | 8                 | 0                 | 0                 | 0                 | 1                    | 0                    | 0                    | 0                    | 9        | 0      | 0           | 0          |
| J. Sehan       | 18                | 0                 | 1                 | 0                 | 2                    | 0                    | 0                    | 0                    | 20       | 0      | 1           | 0          |
| M. Sternad     | 21                | 1                 | 1                 | 0                 | 2                    | 0                    | 0                    | 0                    | 23       | 1      | 1           | 0          |
| A. Tarczyńska  | 5                 | 0                 | 0                 | 0                 | -                    | -                    | -                    | -                    | 5        | 0      | 0           | 0          |
| L. Triendl     | 5                 | 0                 | 0                 | 0                 | 1                    | 0                    | 0                    | 0                    | 6        | 0      | 0           | 0          |
| M. Ulbrich     | 22                | 0                 | 4                 | 0                 | 2                    | 1                    | 1                    | 0                    | 24       | 1      | 5           | 0          |
| R. Walkling    | 15                | 1                 | 0                 | 0                 | 2                    | 0                    | 0                    | 0                    | 17       | 1      | 0           | 0          |
| M. Weiß        | 13                | 0                 | 3                 | 0                 | 1                    | 0                    | 0                    | 0                    | 14       | 0      | 3           | 0          |
| R. Wichmann    | 14                | 1                 | 1                 | 0                 | 2                    | 0                    | 0                    | 0                    | 16       | 1      | 1           | 0          |